# Girvan (Schottland)
Girvan ist eine schottische Hafenstadt in der Council Area South Ayrshire, etwa 33 km südlich von Ayr an der Mündung des Water of Girvan. Im Jahre 2011 verzeichnete Girvan 6651 Einwohner.

## Geschichte
Die Stadt wurde 1668 gegründet. Im späten 18. Jahrhundert und zu Beginn des 19. Jahrhunderts lebten viele Bewohner von Fischfang, Schuhherstellung und Weberei. Der Anschluss an das Eisenbahnnetz im Jahre 1860 brachte weitere wirtschaftliche Impulse. Seit 1902 gibt es einen Golfplatz auf einer Halbinsel am Meer.
1963 wurde die Whiskybrennerei Girvan eröffnet, eine Brennerei zur Herstellung von Grain Whisky., 2007 eröffnete Ailsa Bay, eine Brennerei für Malt Whisky. Von 1966 bis 1975 wurde ferner auf dem Gelände der Girvan-Brennerei die Brennerei Ladyburn betrieben.
Im 15. Jahrhundert sollen der Gesetzeslose Sawney Bean und seine Familie in einer Höhle südlich von Girvan gelebt haben.

## Verkehr
Girvan ist über die A77, die Glasgow mit Stranraer verbindet, an einer Fernverkehrsstraße gelegen. Der Bahnhof liegt an der Glasgow South Western Line.

## Städtepartnerschaft
Torcy in der französischen Region Île-de-France ist Partnerstadt von Girvan.

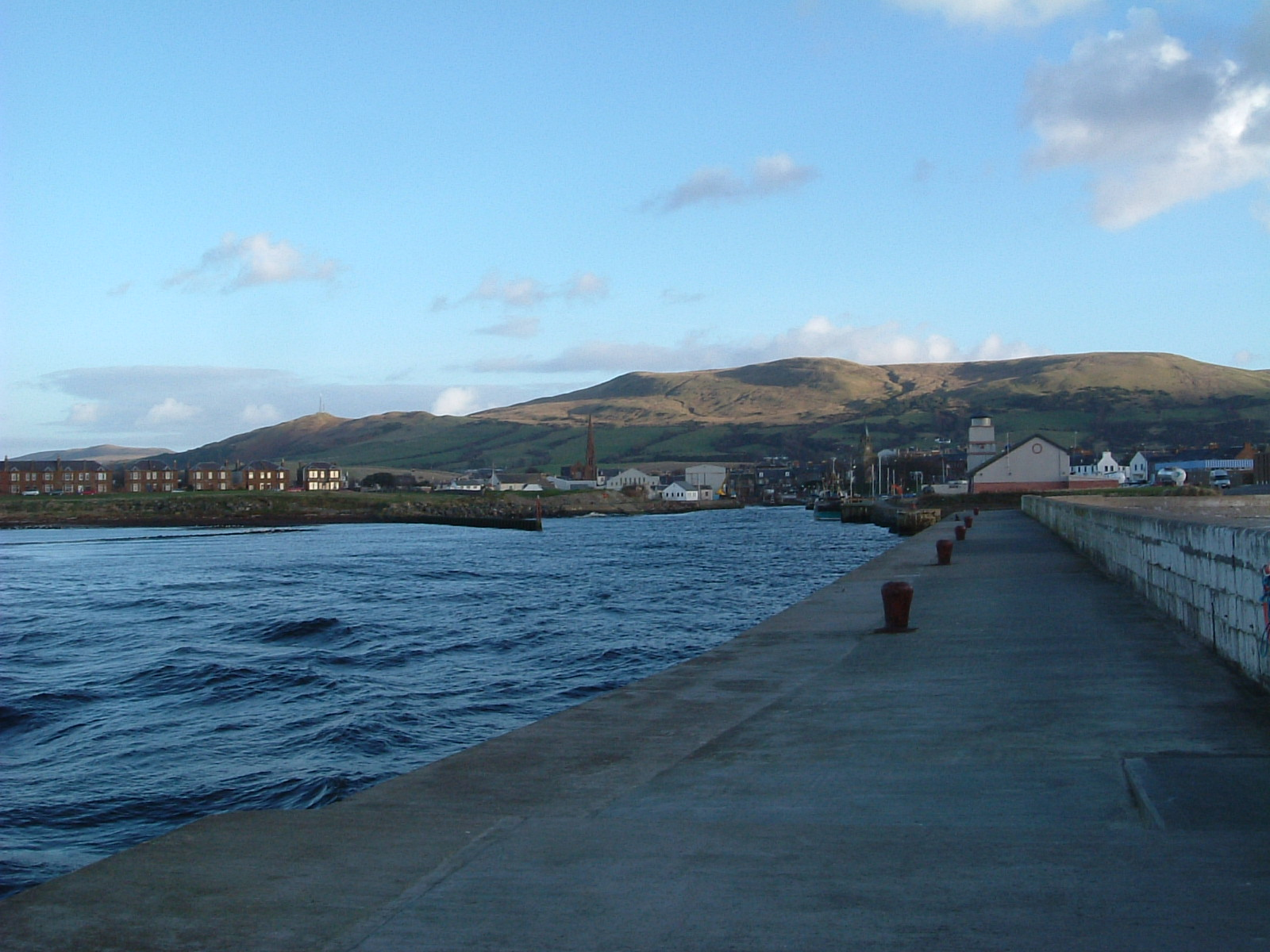
Hafen
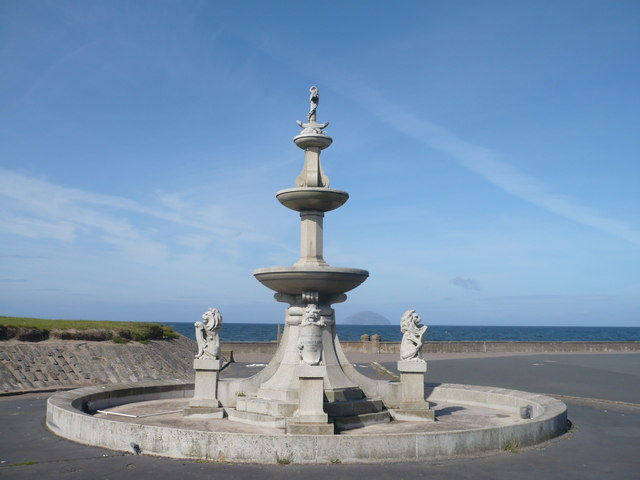
Gedenkbrunnen
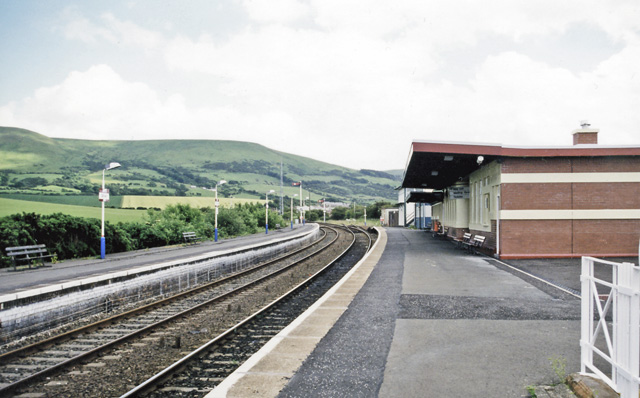
Bahnhof

## Persönlichkeiten
- Hugh McCreadie (1874–unbekannt), Fußballspieler
- Kirsty Wade, geborene McDermott (* 1962), Leichtathletin, Mittelstreckenläuferin